# Scotland Neck
Scotland Neck és una població dels Estats Units a l'estat de Carolina del Nord. Segons el cens del 2000 tenia 2.362 habitants.

## Demografia
Segons el cens del 2000, Scotland Neck tenia 2.362 habitants, 987 habitatges i 611 famílies. La densitat de població era de 747,5 habitants per km².
Dels 987 habitatges en un 24,7% hi vivien nens de menys de 18 anys, en un 31,4% hi vivien parelles casades, en un 24,4% dones solteres, i en un 38% no eren unitats familiars. En el 35,9% dels habitatges hi vivien persones soles el 17,9% de les quals corresponia a persones de 65 anys o més que vivien soles. El nombre mitjà de persones vivint en cada habitatge era de 2,39 i el nombre mitjà de persones que vivien en cada família era de 3,11.
Per edats la població es repartia de la següent manera: un 27,1% tenia menys de 18 anys, un 8,1% entre 18 i 24, un 23,3% entre 25 i 44, un 21,7% de 45 a 60 i un 19,8% 65 anys o més.
L'edat mediana era de 39 anys. Per cada 100 dones de 18 o més anys hi havia 71,6 homes.
La renda mediana per habitatge era de 21.094 $ i la renda mediana per família de 27.115 $. Els homes tenien una renda mediana de 24.519 $ mentre que les dones 17.328 $. La renda per capita de la població era de 12.982 $. Entorn del 24,4% de les famílies i el 31,9% de la població estaven per davall del llindar de pobresa.

## Poblacions més properes
El següent diagrama mostra les poblacions més properes.